# Fereydoun Diba
Fereydoun Diba (persisch فریدون دیبا‎; * 1920) war ein iranischer Diplomat.
Fereydoun Diba war der Sohn von Hossein Diba.

## Werdegang
Am 29. November 1950 wurde er Gesandtschaftssekretär zweiter Klasse in Rom.
Nach dem Staatsstreich in Syrien vom 28. September 1961, welcher zum Ausscheiden Syriens aus der Vereinigten Arabischen Republik führte bis zum 16. November 1965 war Diba in Botschafter in Damaskus.
Von 16. November 1965 bis 1968  leitete er die iranische Mission bei der Europäischen Kommission.
Von 1968 bis 1970 war er Botschafter in Warschau.